# Orlicja
Orlicja, żółw malajski olbrzymi (Orlitia borneensis) – gatunek żółwia z rodziny batagurowatych (Geoemydidae), jedyny przedstawiciel rodzaju Orlitia Gray, 1873. Krytycznie zagrożony wyginięciem.

## Morfologia
Długość samego karapaksu osiąga 80 cm, zaś u nowo wyklutych osobników ma długość 6 cm. Dorosłe osiągają masę ciała do 50 kg. Głowa dorosłego ma barwę jednolicie czarną lub brązową, zaś u młodocianych orlicji od zgięcia w szczękach do tyłu głowy ciągnie się biała linia, a głowa ma czarne plamy. Karapaks czarniawy lub brązowy, owalny w kształcie; u dorosłych bardziej spłaszczony i gładki. Samce cechuje dłuższy ogon. Palce krótkie, spięte błoną, pazury krótkie i cienkie.

## Zasięg występowania
Orlicja spotykana jest w Indonezji i Malezji – na Sumatrze, Borneo i w południowej części Półwyspu Malajskiego. Środowisko życia stanowią duże jeziora, bagna i rzeki o powolnym nurcie.

## Biologia
Ten gatunek żółwia posiada mocne ścianki płuc, by wytrzymać ciśnienie w trakcie nurkowania. Pływa używając wszystkich kończyn. Jaja są owalne, mają kruche skorupki. Według lokalnej ludności orlicja składa jaja w stertach kamieni, jednak obserwacje nie zostały potwierdzone.